# 阪神高速32号新神戸トンネル
阪神高速32号新神戸トンネル（はんしんこうそく32ごうしんこうべトンネル）は、兵庫県神戸市中央区雲井通から、同市北区山田町に至る阪神高速道路の路線である。路線名は神戸市道生田川箕谷線。阪神高速道路株式会社が管理する高速道路の路線のひとつとされているが、後述のとおり神戸市道路公社から移管された経緯から、50 cc超125 cc以下の小型自動二輪車（原付二種）も通行可能であるなど、自動車専用道路ではない。
北行きの新神戸トンネルおよび南行きの第二新神戸トンネルの2本のトンネルで構成されており、いずれも阪神高速道路株式会社が管理している。

## 概要

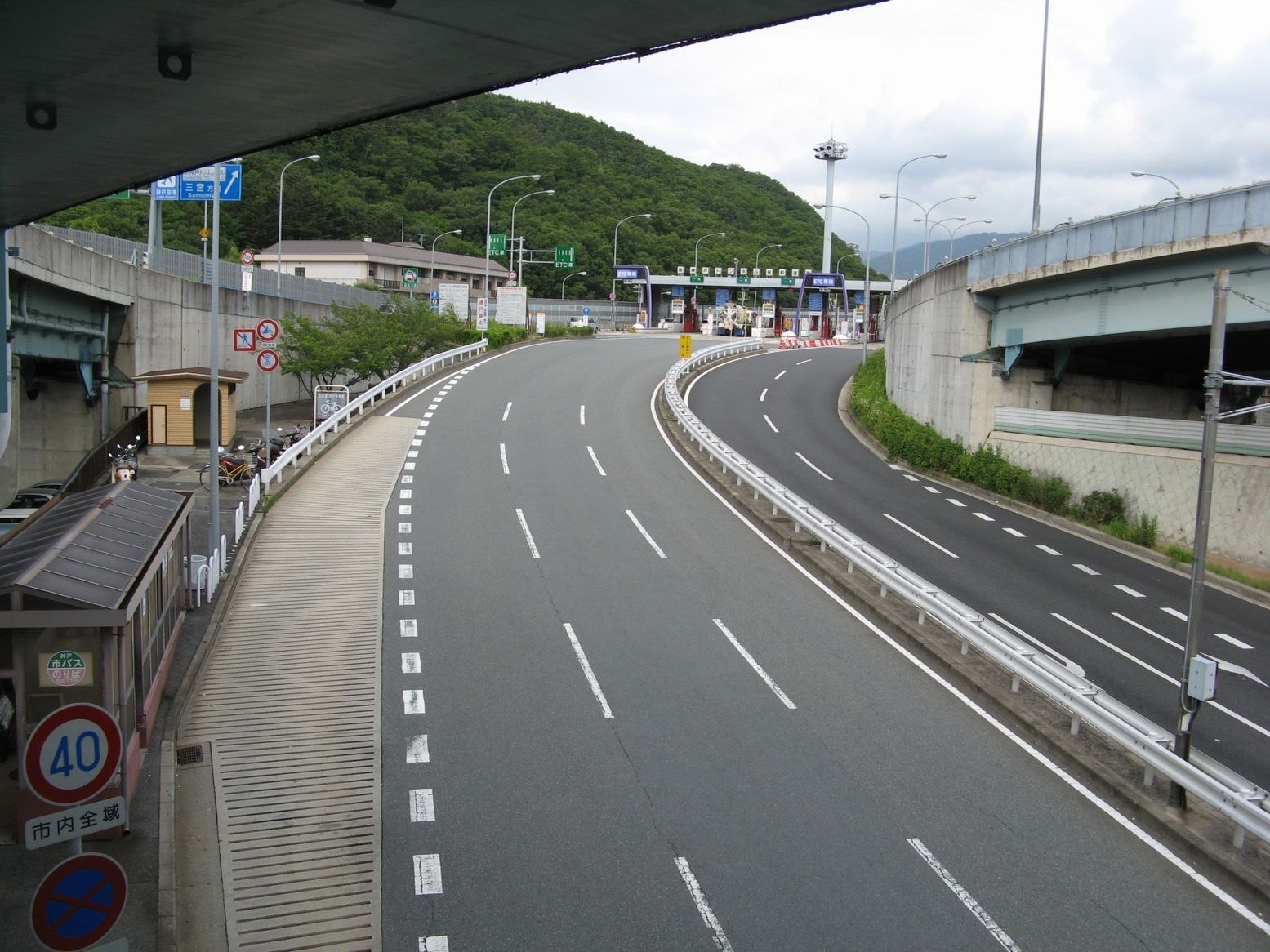
箕谷IC

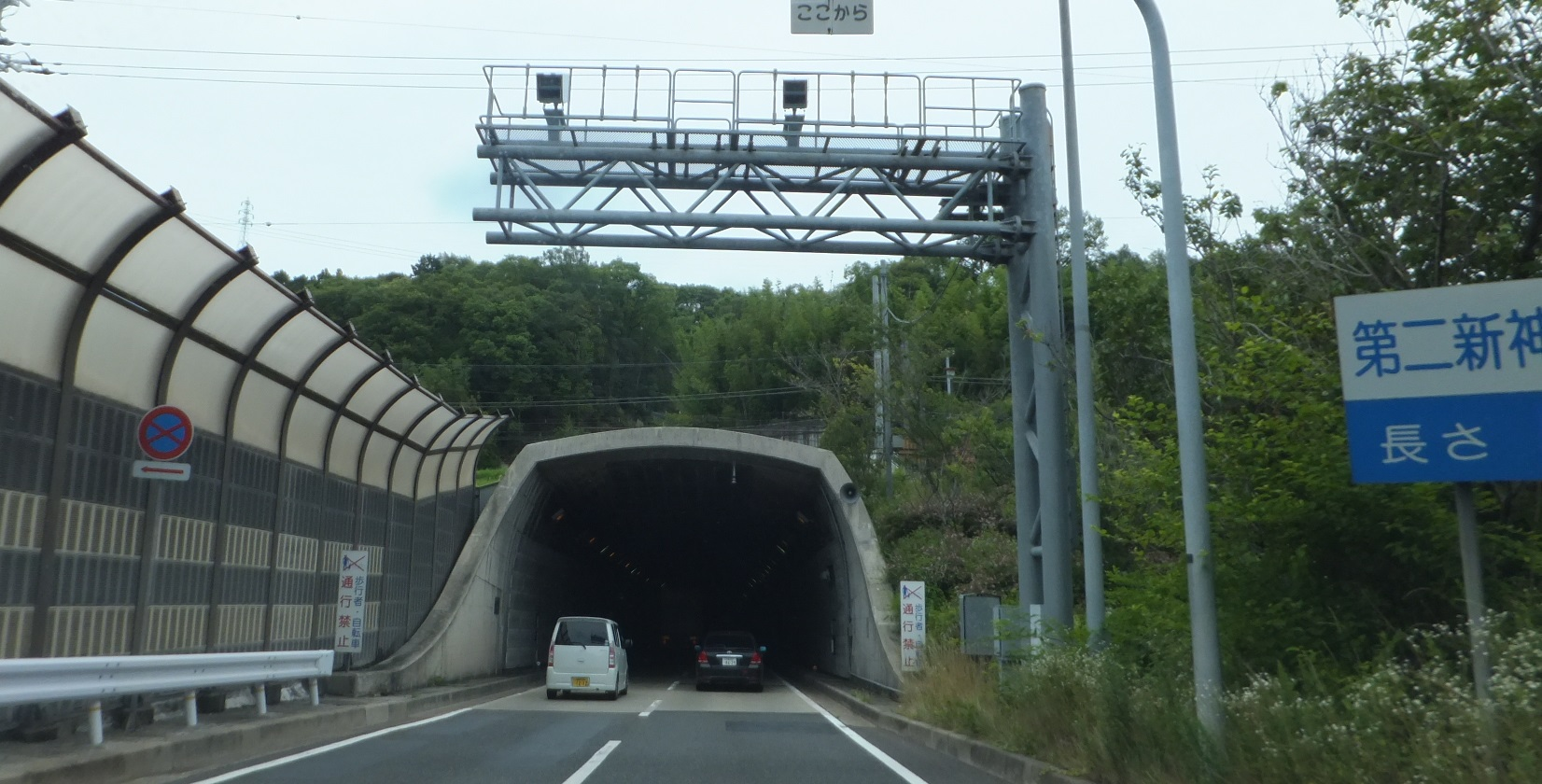
第二新神戸トンネル上り線側入口
箕谷から撮影

神戸市中心部と神戸市北部や三田市などを結ぶ兵庫県道15号神戸三田線（通称「有馬街道」）の深刻な慢性渋滞を解消する目的のバイパス道路として建設され、六甲山地西部を南北に縦断している。
道路区間の殆どはトンネルで、道路の延長は北行・南行ともに8.5 kmであるが、トンネル部分は北行が7.9 km、南行が8.1 kmに及ぶ。主体となる六甲山地を貫通するトンネルは北行が延長6,910 mの「新神戸トンネル」、南行が「第二新神戸トンネル」 である。また、六甲山地の南側、新神戸駅付近より南は生田川に沿って国道2号まで路線が伸びるが、この区間も大半は川の両岸を地下トンネルで通過する。なお、北行は一部山麓バイパスと路線を共有しており、新神戸トンネルに入ってすぐの場所で同バイパス西行のトンネルが分岐している。
料金所は箕谷出入口（箕谷JCT）にあり、北行き・南行きともここで料金を徴収している。全線でETCが利用可能である。なお、5 km以上の長大トンネルのため道路法第46条を根拠として危険物積載車両は通行禁止となっている。一方で阪神高速で唯一の自動車専用道路でない（標識も青色となっている）路線で、50 cc超125 cc以下の小型自動二輪車（原付二種）も通行が可能（50 cc以下の原動機付自転車（原付一種）、自転車を含む軽車両、歩行者は通行不可）である。ただし、箕谷料金所以遠の7号北神戸線は自動車専用道路となるので小型自動二輪車は乗り入れできない。
鉄道トンネルである神戸市営地下鉄北神線の北神トンネルが並行している。同トンネルは先行して貫通した第二新神戸トンネル工事で使用した先進坑などを活用する事により建設費用を圧縮している。
トンネル内の換気は、第二新神戸トンネル（南行）はジェットファンで行われている。新神戸トンネル（北行）ではかつて横流換気方式で行われていたが、2012年（平成24年）12月に同種構造での笹子トンネル天井板落下事故）を受けて阪神高速が実施した取付ボルトなどの緊急点検において、異常は無かった事が報告された ものの、長期的な経年劣化と自動車排ガスの低減により他換気方式への転換が可能になったことから、同トンネルの天井板を2014年度（平成26年度）の緊急修繕事業として撤去された。同トンネルの天井板は一般に用いられるアンカーボルトにより吊り下げるものではなく、自立式の鉄筋コンクリートであり比較的堅牢である一方で、作業時間が夜間通行止めのみに限られてたことと合わせて撤去工事の難易度が高くなったとされる。
トンネルからの湧水は、神戸市の上水道の水源としても利用されている。また、対面通行時代の南行き車線側に天然水が湧出しており、過去には一般利用者も汲む事が可能だったが、後に利用できなくなった。
第二新神戸トンネルは、市町村道のトンネルとして、また、トンネル用信号機が設置されていないトンネルとして、さらに、原付二種が通行出来るトンネルとしては日本一長い。

## 延伸計画
神戸空港まで南伸する構想があり、神戸中央線南伸部と呼ばれている。

## 歴史
開業当初は、現在北行トンネルとなっている新神戸トンネル1本のみが供用され暫定2車線となっており、対面通行となっていた。
当路線は神戸市の事業として建設され、神戸市道路公社が新神戸トンネル有料道路として管理・運営をしていたが、新神戸トンネルの前後区間で阪神高速を利用した場合でも連続走行が適用されず各区間ごとの料金が必要となり割高となる事が問題視されていたほか、阪神高速道路が距離制料金へ移行する事もあり、2012年の夏までに同社へ移管する事とされた 。しかしながら、事務手続きの遅れなどにより、移管は同年10月1日へ延期された。
- 1971年（昭和46年） : 慢性渋滞が深刻な兵庫県道15号神戸三田線（箕谷以南は1982年4月1日から国道428号重複）のバイパスとして神戸市が着工する。
- 1976年（昭和51年）5月15日 : 供用を開始する。
- 1988年（昭和63年） : 東側に増設した第二新神戸トンネルを南行きとして4車線化する。
- 2006年（平成18年）3月30日 : 布引側を生田川交差点付近まで延伸する。
- 2012年（平成24年）10月1日 : 管理・運営主体を、神戸市道路公社から阪神高速道路株式会社に移管する。

## 経由する路線バス
この区間には多数の高速バスを含む路線バスが運行されている。
このトンネルや周辺の阪神高速各線の開通によって、三宮から有馬温泉や三木・小野へは神戸電鉄を利用するよりもバスで早く行く事ができるようになった。同電鉄では近年、鉄道利用者の路線バスへの流出が著しく、特に神姫バスと競合する粟生線では、年間10億円以上の赤字を計上している。
箕谷ランプにある公営駐車場は、全国に先駆けてパークアンドライド方式の実証が行われたもので、同方式の成功事例として取り上げられる。

### 高速バス
- ウエスト神姫（山崎 - 三ノ宮線）
- 神姫バス・淡路交通（三ノ宮 - 西浦線・三ノ宮 - 洲本線・三ノ宮 - 福良線）
- 神姫バス・とさでん交通 神戸 - 高知
- 神姫バス・伊予鉄道 神戸 - 松山
- 四国交通 神戸 - 阿波池田
- 神姫バス・山陽バス・阪神バス・徳島バス 神戸 - 徳島
- 日本交通 弁天町・なんば ‐ 鳥取・倉吉・米子
- 全但バス 神戸 - 湯村温泉・浜坂駅、神戸 - 城崎温泉
- 京都交通・日交シティバス 神戸 - 福知山、神戸 - 舞鶴
- 神姫バス・両備バス・中鉄バス 神戸 - 岡山・倉敷線
- 神姫バス・広交観光「神戸エクスプレス」 神戸 - 広島
- 西日本ジェイアールバス「有馬エクスプレス神戸号」 神戸 - 有馬温泉
- 阪急観光バス・西鉄バス「ムーンライト号」 京都・大阪・神戸 - 福岡
- 中国バス「神戸ライナー」 神戸 - 福山・府中・尾道
- 近鉄バス・防長交通「カルスト号」 京都・大阪・神戸 - 山口・萩
- 神姫バス・JRバス中国「ポート・レイク号」 神戸 - 松江・出雲
- これ以外の高速バスでも、第二神明道路や阪神高速3号神戸線で通行止めや大渋滞が発生した場合は、阪神高速7号北神戸線経由、または一般道から新神戸トンネルに迂回することがある。

### 一般路線バス
- 神戸市バス（中央営業所：神戸市交通局直営）
  - 急行64系統

回送時も使用する。箕谷出入口付近にはこの路線の利用を前提としたパークアンドライドのための自動車駐車場とバス停が整備されている。
- 神姫バス：当社の各路線では高速バス車両が使用される場合が多い。
  - 三田特急線 （三田営業所・西脇営業所・神戸営業所）※阪神高速7号北神戸線・六甲北有料道路も利用する。
  - 西脇急行線（西脇営業所）
  - 恵比須快速線（三木営業所・西脇営業所）※阪神高速7号北神戸線も利用する。
  - 神姫バス神戸三宮バスターミナル - 淡河本町 - 美奈木台 - 吉川庁舎前（三田営業所）
  - 高丘4丁目西・宮下1丁目・カワサキ前 - 阪神三宮東口 - ポーアイキャンパス (特急・通勤特急のみ) （明石営業所・大久保出張所）※阪神高速7号北神戸線・第二神明道路も利用する
  - 神姫バス三ノ宮バスターミナル - ネスタリゾート神戸（三木営業所）
- 阪急バス（山口営業所）・神姫バス（神戸営業所）（共同運行）
  - 神戸空港 - 三宮バスターミナル - 谷上駅 - 有馬口 - 有馬温泉
- みなと観光バス
  - 211系統（三宮山手 - 桜森町バスセンター）
  - 22系統（モザイク前 - 三宮山手 - 桜森町バスセンター）

## 出入口

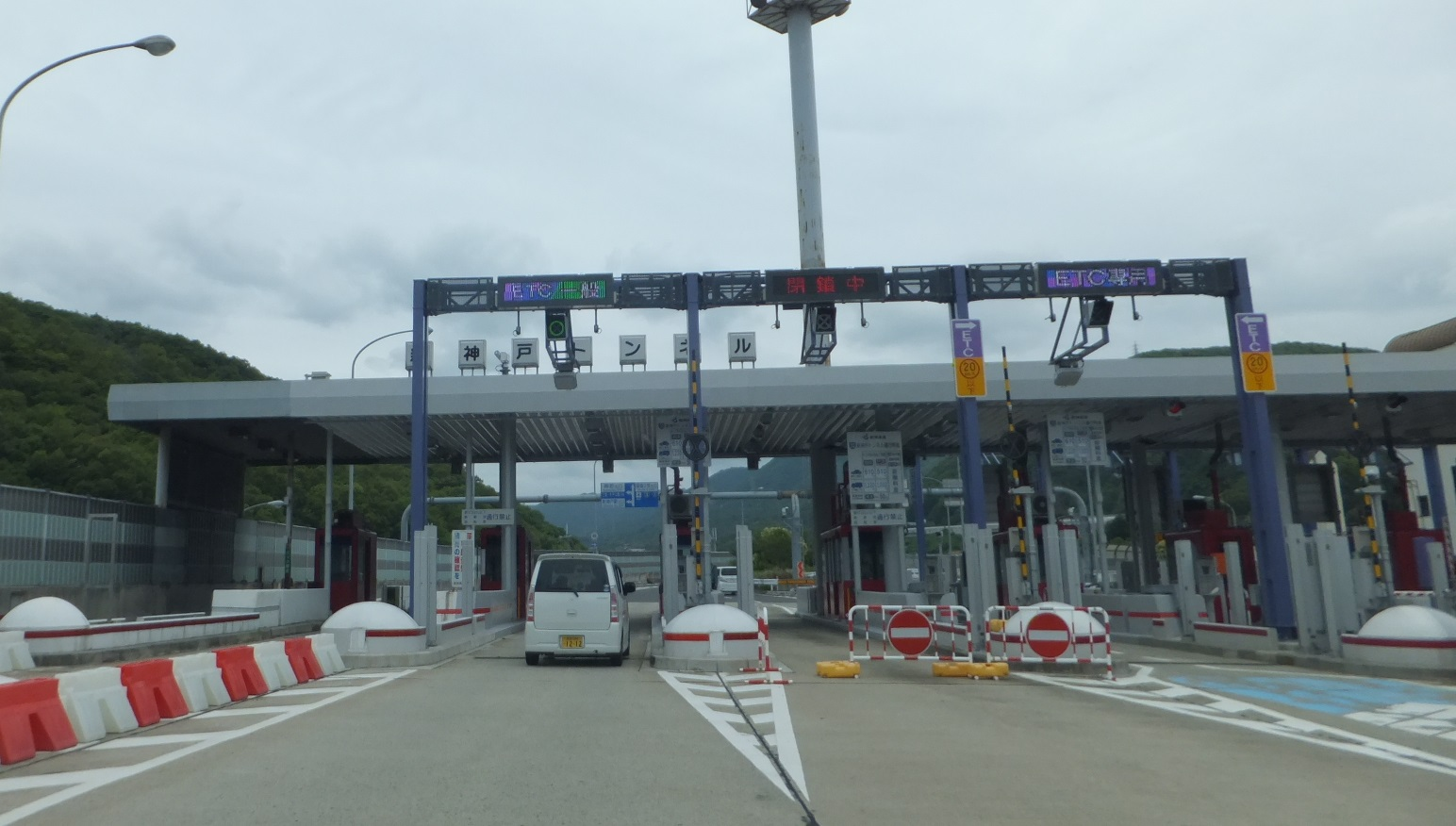
箕谷料金所

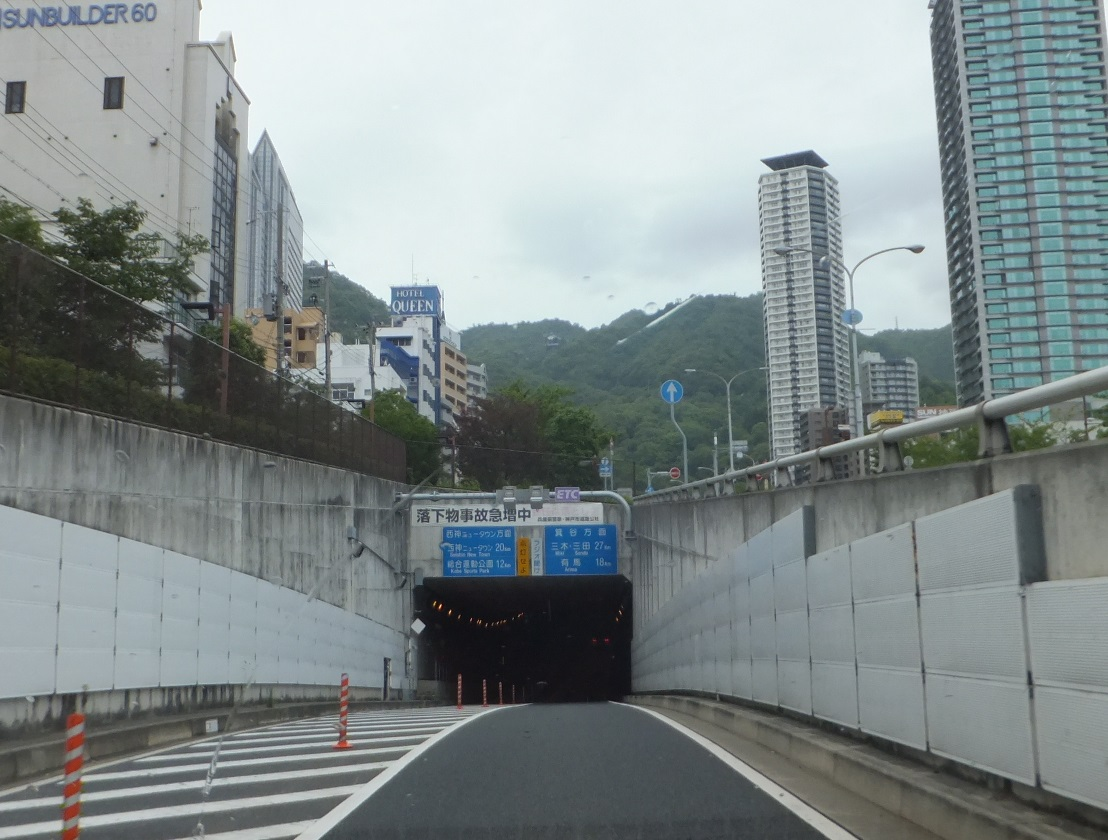
二宮入口

- 全線が兵庫県神戸市内に所在する。

### 北行（箕谷方面）
| 出入口 番号                  | 施設名             | 接続路線名                                              | 起点 から (km) | 備考                       | 所在地 |
| ---------------------------- | ------------------ | ------------------------------------------------------- | -------------- | -------------------------- | ------ |
| 神戸中央線南伸部（候補路線） |                    |                                                         |                |                            |        |
| 32-01                        | 国道2号入口        | 国道2号（国道171号重複） 3号神戸線（生田川出入口）      | 0.0            |                            | 中央区 |
| 32-02                        | 二宮入口           | 山手幹線                                                | 0.8            | 箕谷方面への入口           | 中央区 |
| -                            | 布引JCT            | 山麓バイパス                                            | 1.5            | 山麓バイパス西行きへの分岐 | 中央区 |
| 32-05                        | 箕谷JCT 箕谷出入口 | 7号北神戸線（箕谷JCT） 国道428号 兵庫県道15号神戸三田線 | 8.5            |                            | 北区   |

### 南行（三宮方面）
| 出入口 番号                  | 施設名             | 接続路線名                                              | 起点 から (km) | 備考               | 所在地 |
| ---------------------------- | ------------------ | ------------------------------------------------------- | -------------- | ------------------ | ------ |
| 32-05                        | 箕谷JCT 箕谷出入口 | 7号北神戸線（箕谷JCT） 国道428号 兵庫県道15号神戸三田線 | 0.0            |                    | 北区   |
| 32-03                        | 新神戸駅出口       |                                                         | 6.9            | 箕谷方面からの出口 | 中央区 |
| 32-02                        | 神若出口           | 山麓バイパス 山手幹線                                   | 7.7            | 箕谷方面からの出口 | 中央区 |
| 32-01                        | 国道2号出口        | 国道2号（国道171号重複） 3号神戸線（生田川出入口）      | 8.5            |                    | 中央区 |
| 神戸中央線南伸部（候補路線） |                    |                                                         |                |                    |        |

## 車線・最高速度

### 北行（箕谷方面）
| 区間                          | 車線 | 最高速度 |
| ----------------------------- | ---- | -------- |
| 国道2号入口 - 二宮入口        | 1    | 50 km/h  |
| 二宮入口 - 布引JCT            | 2    | 50 km/h  |
| 布引JCT - トンネル出口手前    | 2    | 80 km/h  |
| トンネル出口手前 - 箕谷料金所 | 2    | 60 km/h  |

### 南行（三宮方面）
| 区間                                | 車線 | 最高速度 |
| ----------------------------------- | ---- | -------- |
| 箕谷料金所 - トンネル入口手前       | 2    | 50 km/h  |
| トンネル入口手前 - 新神戸駅出口手前 | 2    | 80 km/h  |
| 新神戸駅出口手前 - 国道2号出口      | 2    | 60 km/h  |

## 他の阪神高速各線との乗継
新神戸トンネルは終点の箕谷JCTで7号北神戸線の箕谷出入口と接続するほか、起点である国道2号出入口は3号神戸線の生田川出入口に近接している。そのため両道路間の乗り継ぎルートとしても使われており、3号神戸線の混雑時は7号北神戸線を経由して姫路・淡路島・徳島方面への迂回路としても利用できる。31号神戸山手線乗り継ぎルートとしては外れたものの、2011年（平成23年）4月以降は、ETC車限定で3号神戸線（生田川出入口）との間でも乗り継ぎ割引が適用されるようになった。
なお、2012年（平成24年）10月の移管後も、阪神高速北神戸線は現金利用はそのまま加算されずに乗り継ぎできるが、神戸線に乗り継ぎする場合は別途料金が発生する。ETC利用の場合は神戸線から新神戸トンネルを通り北神戸線へ乗り継ぐ場合（逆も同様）は、通常の乗り継ぎと同様となる。また、排気量50ccから125ccの小型自動二輪車についても従来通り通行を認める事となった。